# Mezzo destro mezzo sinistro: Due calciatori senza pallone
Pour plus de détails, voir Fiche technique et Distribution.
Mezzo destro mezzo sinistro: Due calciatori senza pallone est une comédie sportive italienne réalisée par Sergio Martino et sortie en 1985.

## Synopsis
Andrea Margheritoni est un vieux champion du football italien en fin de carrière qui joue dans la ligue américaine. Quelques secondes après le début d'un match, il se fait délibérément éjecter pour coucher avec la femme de l'arbitre, mais il est découvert. À cause de cet incident, Andrea se voit contraint de rentrer prématurément en Italie où, avec l'aide de son vieil ami et footballeur en fin de carrière Gigi Cesarini, il tente de se faire engager par la Marchigiana, une équipe désargentée nouvellement promue en Serie A et qui est à la recherche de bons joueurs.
Malgré le risque de banqueroute du club et de son président avare, qui s'est brisé avec son yacht dans une étrange tentative de sauvetage, Andrea est engagé avec Felipe Gonçales, un Brésilien improbable particulièrement attentif aux clauses contractuelles (« Ceci n'est pas couvert dans mon contrat » est sa phrase récurrente) et le Danois Kèkkonen (dont le nom de famille révèle son homosexualité).
En championnat, l'équipe est un désastre, peinant à assimiler les schémas de l'entraîneur Coligno, avec des entraînements au rythme de la musique symphonique, et les performances d'Andrea sont médiocres, devant consacrer toute son énergie à sa relation avec la fougueuse Mirtilla, la propriétaire de la société mécène de l'équipe. Margheritoni marque bizarrement le but qui vaut la première victoire en championnat à Florence, mais à la fin de la première moitié de la saison, alors que l'équipe est clouée à la dernière place avec seulement sept points, vient l'inévitable licenciement de Coligno, remplacé par le très sévère entraîneur argentin Fulgencio.
Pour son premier match, Fulgencio obtient un match nul inattendu contre le redoutable SSC Napoli de Diego Armando Maradona et Bruno Giordano. L'entraîneur argentin décide d'emmener l'équipe en retraite dans un sanctuaire d'où il est impossible de s'échapper. Gigi et Andrea tentent de s'échapper mais, découverts par Fulgencio, ils sont mis sur le banc et détrônés par Carlo Vacca, un jeune attaquant de l'équipe Primavera qui s'avère être un très bon buteur.
Même le stratagème consistant à organiser une rencontre nocturne entre Vacca et la passionnée Mirtilla n'a pas l'effet escompté, si bien que Margheritoni et Cesarini restent sur le banc de touche. Contre toute attente, Andrea a l'occasion de se racheter et de gagner le cœur de la belle journaliste Daniela lors d'un match de la Coupe Mitropa en Allemagne, où, en entrant sur le banc à la place de Vacca (contraint de simuler une blessure, afin de se préserver pour les matchs de championnat suivants) et à la suite des railleries incessantes de deux supporters allemands qui ont blessé sa fierté, il fera le retour de l'équipe italienne en marquant deux buts et en en sauvant un sur la ligne.

## Fiche technique
- Titre original italien : Mezzo destro mezzo sinistro: Due calciatori senza pallone[1],[2]
- Réalisation : Sergio Martino
- Scénario : Sergio Martino, Pier Francesco Pingitore, Maria Perrone Capuano
- Photographie : Federico Zanni
- Montage : Alberto Moriani (it)
- Musique : Guido et Maurizio De Angelis
- Décors : Massimo Corevi (it)
- Société de production : Reteitalia, Filmes International, Dania Film, National Cinematografica
- Pays de production :  Italie
- Langue originale : italien
- Format : Couleurs - 1,85:1
- Genre : comédie de football
- Durée : 93 minutes
- Date de sortie : 
  - Italie : 1985 (visa délivré le 3 octobre 1985)

## Distribution
- Andrea Roncato : Andrea Margheritoni
- Gigi Sammarchi : Gigi Cesarini
- Milena Vukotic : Mirtilla Rubinacci
- Leo Gullotta : l'entraîneur Juan Carlos Fulgencio
- Silvio Spaccesi : le président Beccaceci
- Sandro Ghiani : Gonçales brésilien
- Pino Insegno : Carlo Vacca
- Loredana Romito : la maîtresse de Fulgencio au couvent
- Gianni Ciardo : l'entraîneur Gianvincenzo Coligno
- Isabel Russinova : Daniela Benni
- Sophie Berger : la maîtresse française de Margheritoni
- Bjorn Hammer : Dane Kekkonen
- Giulio Massimini : gérant de la Marchigiana Odorisi
- Giorgio Vignali : journaliste
- Sebastiano Nardone : Italien à Francfort
- Natale Tulli : masseur de la Marchigiana
- Franco Caracciolo : frère au couvent
- Francesco Anniballi : ultras allemands qui se battent avec Margheritoni
- Giorgio Lopez : commentateur de football américain
- Aldo Biscardi : lui-même
- José Altafini : lui-même
- Paolo Rossi : lui-même
- Oscar Damiani : lui-même
- Carlo Ancelotti : lui-même
- Odoacre Chierico : lui-même
- Nando Martellini : lui-même
- Fabrizio Maffei : lui-même
- Paolo Valenti : lui-même
- Tonino Carino : lui-même
- Gianfranco De Laurentiis : lui-même
- Paola Perissi : lui-même
- Emanuela Falcetti : elle-même
- Filiberto D'Angelo : Bellei
- Omero Capanna : Italien à Francfort
- Italo Vegliante : Italien à Francfort

## Production
Dans la première version du scénario, la présence de Lino Banfi était prévue ; il devait reprendre le personnage d'Oronzo Canà, le protagoniste du film précédent L'allenatore nel pallone, également réalisé par Sergio Martino : à cette occasion, l'entraîneur folklorique des Pouilles devait prendre le relais au cours de la saison pour améliorer le sort de l'équipe, faisant de Mezzo destro mezzo sinistro une sorte de film dérivé ou de suite du film précédent de Martino.
La participation de Banfi a cependant été annulée au dernier moment pour des raisons qui n'ont jamais été rendues publiques et le scénario a donc été modifié. Dans L'allenatore nel pallone 2, en revanche, on assiste à une sorte de fusion des deux premiers films de Martino sur le football ; en effet, l'équipe avec laquelle la nouvelle Longobarda devra lutter pour rester en Serie A lors de la dernière journée sera la Marchigiana.